# Збірна Білорусі з хокею із шайбою
Збірна Білорусі з хокею із шайбою — національна команда Республіки Білорусь, що представляє свою країну на міжнародних змаганнях з хокею. Управління збірною здійснюється національною федерацією.
Збірна Білорусі бере участь у міжнародних змаганнях починаючи з 1992 року. Після розпаду СРСР білорусам довелося починати свої виступи з кваліфікаційного турніру за право виступати в другому дивізіоні чемпіону світу з хокею.
Станом на 2011 рік займає 10-е місце у світовому рейтингу ІІХФ.
24 лютого 2022 року розпочалось вторгнення Росії в Україну. У зв'язку з цим 28 лютого 2022 року Міжнародна федерація хокею із шайбою ухвалила рішення про виключення збірних Росії та Білорусі з турніру.

## Виступи на Олімпійських іграх
- 1994 — не кваліфікувалася
- 1998 — 7-е місце
- 2002 — 4-е місце
- 2006 — не кваліфікувалася
- 2010 — 9-е місце

## Виступи на чемпіонатах світу
- 1994 — Загальне 22-е місце (2-і в дивізіоні II)
- 1995 — 21-е місце (1-і в дивізіоні II)
- 1996 — 15-е місце (3-і в дивізіоні I)
- 1997 — 13-е місце (1-і в дивізіоні I)
- 1998 — 8-е місце
- 1999 — 9-е місце
- 2000 — 9-е місце
- 2001 — 14-е місце
- 2002 — 17-е місце (1-і в дивізіоні I)
- 2003 — 14-е місце
- 2004 — 18-е місце (1-і в дивізіоні I)
- 2005 — 10-е місце
- 2006 — 6-е місце
- 2007 — 11-е місце
- 2008 — 9-е місце
- 2009 — 8-е місце
- 2010 — 10-е місце
- 2011 — 14-е місце
- 2012 — 12-е місце
- 2013 — 12-е місце
- 2014 — 13-е місце
- 2015 — 7-е місце
- 2016 — 12-е місце
- 2017 — 13-е місце
- 2018 — 15-е місце
- 2019 — 2-е місце Дивізіон ΙА
- 2021 — 15-е місце

## Статистика гравців
Статистика станом на початок сезону 2009—10
| Кількість матчів 1. Олександр Макрицький — 152 2. Олег Антоненко — 143 3. Андрій Скабелка — 133 4. Олег Хмиль — 133 5. Олександр Журик — 130 6. Володимир Копать — 122 7. Дмитро Дудик — 117 8. Олег Романов — 115 9. Сергій Заделенов — 114 10. Дмитро Панков — 113 | Очки 1. Андрій Скабелка — 114 (49+65) 2. Олег Антоненко — 99 (49+50) 3. Олексій Калюжний — 80 (24+56) 4. Володимир Циплаков — 70 (36+34) 5. Олег Хмиль — 67 (17+50) 6. Андрій Ковальов — 63 (33+30) 7. Олександр Андрієвський — 63 (25+38) 8. Дмитро Панков — 63 (31+32) 9. Вадим Бекбулатов — 59 (27+32) 10. Василь Панков — 53 (26+27) |  |

| Голи 1. Андрій Скабелка — 49 2. Олег Антоненко — 49 3. Володимир Циплаков — 36 4. Андрій Ковальов — 33 5. Дмитро Панков — 31 6. Вадим Бекбулатов — 27 7. Василь Панков — 26 8. Олександр Андрієвський — 25 9. Андрій Расолько — 24 10. Олексій Калюжний — 24 | Паси 1. Андрій Скабелка — 65 2. Олексій Калюжний — 56 3. Сергій Заделенов — 51 4. Олег Хмиль — 50 5. Олег Антоненко — 50 6. Олександр Андрієвський — 38 7. Володимир Циплаков — 34 8. Дмитро Панков — 32 9. Вадим Бекбулатов — 32 10. Андрій Ковальов — 30 |

Примітка. Гравці, виділені жирним шрифтом, продовжують виступи.

## Тренери
| Тренер              | Роки             | Ігри | Виграші | Нічиї | Поразки | Штраф   | Очки |
| ------------------- | ---------------- | ---- | ------- | ----- | ------- | ------- | ---- |
| Анатолій Варивончик | 1996—01; 2004    | 78   | 38      | 12    | 28      | 282—234 | 88   |
| Курт Фрейзер        | 2006—08          | 35   | 18      | 0     | 17      | 109—99  | 36   |
| Михайло Захаров     | 1997; 2003—05    | 25   | 17      | 2     | 6       | 113—59  | 36   |
| Андрій Сидоренко    | 1993—96          | 23   | 16      | 1     | 6       | 99—56   | 33   |
| Глен Генлон         | 2005—06; 2009    | 21   | 7       | 3     | 11      | 47—49   | 17   |
| Володимир Крикунов  | 2002—03          | 21   | 7       | 2     | 12      | 43—72   | 16   |
| Володимир Сафонов   | 1992; 2002—03    | 14   | 11      | 1     | 2       | 63—32   | 23   |
| Валерій Воронін     | 2002             | 9    | 6       | 2     | 1       | 53—19   | 14   |
| Едуард Занковець    | 2005—06, 2010—11 | 9    | 6       | 1     | 2       | 36—17   | 13   |
| Олександр Шумидуб   | 2003             | 2    | 2       | 0     | 0       | 8—4     | 4    |
| Євген Лебедєв       | 2004             | 2    | 0       | 1     | 11      | 5—7     | 1    |
| Володимир Меленчук  | 1997             | 1    | 0       | 0     | 1       | 3—9     | 0    |

## Відомі гравці
| - Олександр Андрієвський - Олег Антоненко - Михайло Грабовський - Олександр Журик - Олексій Калюжний - Андрій Ковальов - Костянтин Кольцов - Володимир Копать | - Андрій Костіцин - Сергій Костіцин - Андрей Мезін - Олег Микульчик - Олег Хмиль - Руслан Салей - Андрій Скабелка - Володимир Циплаков |